# Уинтърс (град, Калифорния)
Уинтърс (на английски: Winters) е град в окръг Йоло, щата Калифорния, САЩ. Уинтърс е с население от 7273 жители (по приблизителна оценка от 2017 г.) и обща площ от 7,2 km². Намира се на 40 m надморска височина. ЗИП кодовете му са 95694, а телефонният му код е 530.